# Zlatko Šimenc
Zlatko Šimenc, född 29 november 1938 i Zagreb, är en före detta jugoslavisk vattenpolospelare och -tränare. Han tog OS-silver 1964 med Jugoslaviens landslag. Han tränade det jugoslaviska landslaget 1969–1971. Han är far till Dubravko Šimenc.
Šimenc spelade sju matcher och gjorde fyra mål i den olympiska vattenpoloturneringen i Rom där Jugoslavien var fyra. Han spelade sedan sju matcher och gjorde tre mål i den olympiska vattenpoloturneringen i Tokyo där Jugoslavien tog silver.